# Lili
Lili – amerykański film muzyczny z 1953 roku w reżyserii Charlesa Waltersa, zrealizowany na podstawie opowiadania Love of Seven Dolls autorstwa Paula Gallico.

## Nagrody
Muzykę do filmu napisał polski kompozytor Bronisław Kaper (piosenka Hi-Lilli. Hi Lo), za co otrzymał Oscara za rok 1953.
26. ceremonia wręczenia Oscarów
- Bronisław Kaper – Oscar za najlepszą muzykę
- Leslie Caron – Najlepsza aktorka (nominacja)
- Helen Deutsch – Najlepszy scenariusz (nominacja)
- Robert H. Planck – Najlepsze zdjęcia (nominacja)
- Charles Walters – Najlepszy reżyser (nominacja)
- Cedric Gibbons, Paul Groesse, Arthur Krams – Najlepsza scenografia (nominacja)

11. ceremonia wręczenia Złotych Globów
- Helen Deutsch – Najlepszy scenariusz

7. ceremonia wręczenia nagród Brytyjskiej Akademii Filmowej
- Leslie Caron – Najlepsza aktorka zagraniczna
- Najlepszy film (nominacja)

6. Międzynarodowy Festiwal Filmowy w Cannes
- Nagroda specjalna